# Oreochromis latilabris
Oreochromis latilabris é uma espécie de peixe da família Cichlidae.
É endémica de Tanzânia.
Os seus habitats naturais são: rios e nascentes de água doce.